# 이장과 군수
《이장과 군수》는 2007년에 개봉한 대한민국의 영화이다. 장규성 감독의 네 번째 장편영화 연출작으로 그가 직접 각본을 썼다. 차승원, 유해진, 변희봉, 최정원, 전원주 등이 출연했다. 감독의 전작 《선생 김봉두》의 제작진이 다수 참여했다.

## 줄거리
충청도 강덕군 산촌2리는 작은 시골 마을이다. 조춘삼은 학창시절에는 성적도 우수하고 반장에 몇 번이나 당선되었을 정도로 잘나가던 아이였으나, 20년이 지난 지금에는 출세도, 결혼도 하지 못하고 치매 걸린 아버지를 부양하며 농사를 지으며 삶을 보내고 있다. 어느 날 산촌리의 나이 많은 이장이 사고로 죽어 이장 자리가 공석이 되자, 다음 이장은 젊은 사람을 앉힌다는 명목으로 춘삼이 이장이 된다. 그러나 춘삼은 영 의욕이 없다.
강덕군수 선거철이 다가온다. 후보로 나선 노대규는 산촌2리 출신으로 춘삼의 어릴 적 친구다. 학창시절에는 춘삼에게 밀려 늘 부반장 신세였던 아이였으나 이제는 대학을 졸업하고 결혼도 하고 좋은 집에 살고 있다. 춘삼은 금의환향한 대규를 보고 깜짝 놀라면서도 그의 성공을 애써 부정한다. 그러나 대규는 한 표 차로 군수에 당선된다.
춘삼은 대규를 찾아가 반가움을 표하면서도 학생 때마냥 짐짓 거만을 부린다. 그렇지만 곧 밑천이 드러나고, 춘삼은 출세한 대규와 비교되는 자신의 처량한 신세를 못 견뎌 한다. 춘삼은 대규와의 인맥을 이용하여 마을의 도로 포장 사업을 추진함으로써 이장의 권위를 과시해보이지만 그럴수록 비참해지기만 한다. 그렇지만 대규는 그런 옛 친구를 잘 챙겨주는 편이다.
군수로 막 취임한 대규에게 지역 유지 백 사장이 찾아온다. 백 사장은 노골적으로 로비를 시도하나 깨끗한 성품의 대규는 단호히 쳐낸다. 대규는 야심을 가지고 강덕군 발전을 위한 방사성 폐기물 처리장 유치를 추진한다. 이장들을 설득해서 동의를 이끌어내려 하나 열등감을 품고 있던 춘삼이 훼방을 놓아 실패한다. 마침 대규에게 앙심을 품고 있던 백 사장은 이를 기회로 대규를 방해하려고 한다. 백 사장의 지원 아래 방폐장 유치 반대 투쟁단이 조직되고 춘삼이 지도자가 된다. 춘삼은 대규가 가는 곳마다 나타나 사사건건 반대하고 충돌하지만 허세만 부릴 뿐 뜻대로 되지는 않고 대규도 무시한다. 둘의 사이는 점차 나빠진다.
일이 잘 풀리지 않자 백 사장은 춘삼을 미끼로 대규를 불러들이지만 대규는 이번에도 화를 내며 거절한다. 그러나 이는 백 사장의 계략이었다. 다음날 대규의 차에서 현금상자가 발견되고 대규는 뇌물수수 의혹으로 검찰에 소환된다. 백 사장이 몰래 넣어둔 것이었다. 비록 다른 증거가 없어 구속되지는 않았지만, 강덕군수 노대규의 이미지가 매우 나빠지고 대규의 어머니가 충격으로 자살 기도를 한다. 이런 비극적인 상황이 터지자 자신이 이용당했음을 눈치챈 춘삼은 백 사장을 경멸하며 그의 밑에서 나온다. 대규를 찾아가 사과를 구하지만 대규는 받아들이지 않는다. 대규는 정치판이 이렇게 더러울 줄은 몰랐다며 군수 자리도 내려놓을 결심을 한 상태였고, 춘삼은 그를 말리면서 둘 사이에 싸움이 붙는다. 춘삼은 대규에게, 겉으로는 깔보았지만 사실 지난 선거 때 대규를 찍었다고 털어놓는다.
한바탕 싸우고 난 뒤 둘의 사이는 조금 나아진다. 대규는 방폐장 유치를 주민 선거로 결정하겠으며, 실패할 경우 군수를 사임할 것이라고 한다. 투표가 치러지지만 결국 반대표가 찬성표를 앞질렀고 대규와 춘삼은 실패한다. 대규를 조롱하러 온 백 사장에게 춘삼은 박치기로 되갚아준다. 대규는 군수를 사퇴하고 춘삼과의 우정을 이어가게 된다.

## 등장인물
- 조춘삼 (차승원)
- 노대규 (유해진)
- 백 사장 (변희봉)

강덕 재계의 큰손. 거부로서 강덕군 정치인들과 유착 관계를 가져왔으나, 청렴한 대규는 백 사장을 칼같이 거절했다. 이에 백 사장은 앙심을 품고 춘삼을 끌어들여 대규를 곤경에 빠뜨린다.
- 남옥 (최정원)

면사무소 직원. 천진하고 순진한 성격으로 춘삼에게 호감을 느끼고 있다.
- 부군수 (배일집)

대규의 조력자를 자처하나 실은 백 사장의 끄나풀. 대규가 백 사장의 계략에 빠졌을 때 군수 자리를 노렸다.
- 춘삼 부 (남일우)

춘삼의 치매 걸린 아버지. 아내와는 춘삼이 어릴 때 사별했다. 아들딸을 모두 서울 대학에 보냈지만 어째선지 춘삼만은 시골에 남기고 치매에 걸려버렸다. 이제는 춘삼에게 "배고파. 밥 줘"라는 말밖에는 하지 않는다.
- 대규 모 (전원주)

외아들 대규만을 바라보며 산 어머니. 춘삼네 집과는 읍내로 이사 가기 전에 자주 왕래했던 이웃사촌이었다.
- 비서 (이재구)

노대규 군수의 비서. 대규와 구청 직원들 사이에서 조율하느라 진땀을 뺀다. 사실 대규와는 대학교 동창으로 놀랍게도 둘은 동갑이다.
- 김씨, 장씨, 박씨 (김응수, 금동현, 송영재)

산촌 2리 주민들. 늘 왁자지껄 모여서 화투를 치는 게 일상이다. 춘삼을 차기 이장으로 추대한다.
- 향순 (이현경, 아역 김보라)

대규의 아내. 대규와 춘삼과는 고등학교 동창.
- 시위대 (이원종) - 특별출연
- 다방마담 (염정아) - 특별출연
- 최 후보 (연규진) - 특별출연
- 마을 노인 (김도향) - 특별출연
- 여자 앵커 (정애숙) - 특별출연
- 남자 앵커 (정찬배) - 특별출연